# Bánhidy Ilona
Bánhidy Ilona (Arad, 1894. március 16. – Los Angeles, 1974. június 10.) színésznő, Bánhidy József színész húga.

## Élete
Bánhidy László és Kultsár Anna lánya. Az Országos Színészegyesület színiiskolájában végezte tanulmányait. Pályáját 1916-ban Pozsonyban kezdte, majd Kassán és Szegeden játszott naiva szerepkörökben. 1918-ban a Vígszínházhoz szerződött, de közben a Madách Színházban is színpadra lépett. Évekig szerepelt Bécsben, illetve a Sacha Filmgyár által készült filmekben. Fellépett Párizsban és Londonban is. Vendégszerepelt az Új Színház Fiacskám című darabjában, ahol a főszereplőt alakította. Az 1930-as és ’40-es években a fővárosban és vidéken egyaránt játszott. 1943–44-ben Kardoss Géza debrecen-kassai társulatának vezető színésznője volt. A második világháború után az USA-ban telepedett le, ahol 1971-ig fellépett magyar nyelvű előadásokon. Hangosfilmen epizódszerepeket alakított.

### Magánélete
Férje Deréki János (1887–1937) színművész, fia ifj. Deréki János (1914–?) volt.

## Filmszerepei
- Gyerünk nyaralni! (1912, szkeccs) – Lulu, balerina
- Harrison és Barrison (1917)
- Vámpírhalál (1917) – Helén
- Az ezresbankó (1917)
- Szépségverseny Siófokon (1917, rövidfilm) – a színésznő
- Jehova (1918) – Mirjam
- Harrison és Barrison II. (1918)
- Királynőm, te vagy a napfény (1918)
- Varázskeringő (1918) – Helena hercegnő
- Érdekházasság (1918) – Zora
- A mostoha (1919)
- Luxemburg grófja (1919, szkeccs) – Angèle Didier, énekesnő
- Diána (1920)
- Pénz áll a házhoz (1939) – Demeterné, Júlia
- Ma, tegnap, holnap (1941)
- Egy tál lencse (1941) – Kagits György rokona
- Szíriusz (1942) – hercegnő